# Vaclav Vostrel
Vaclav Vostrel – Vaso (Pavlovac, kraj Grubišnog Polja, 17. rujna 1904. – Kokočak, kraj Orahovice, veljača 1942.) bio je sudionik Narodnooslobodilačke borbe i narodni heroj Jugoslavije.

## Biografija
Rođen je 1904. godine u selu Pavlovcu kraj Grubišnog Polja. Otac mu se prije Prvog svjetskog rata doselio iz Češke u Pavlovac. Uz njega je Vaclav izučio kovački zanat i bavio se zemljoradnjom. Godine 1920., obitelj Vostrel preselila se u Kupinec.
Poslije očeve smrti 1932. godine, Vaclav i njegova braća odselili su se u Čemernicu blizu Virovitice. Tu je radio kao kovač i obrađivao zemlju. Bio je aktivan u društvu „Češka beseda“ u Virovitici, gdje je upoznao starog komunista Josipa Bendaka. Vaclav se preko njega upoznao s programom Komunističke partije Jugoslavije. Povezao se s lijevo orijentiranim učiteljima iz Virovitice i s njima organizirao niz ogranaka „Seljačkog kola“ u Hadžićevu, Pčeliću, Borovi i ostalim naseljima. U srpnju 1939. godine, Vaclav je postao članom Komunističke partije Jugoslavije. Ubrzo je bio izabran za člana Kotarskog komiteta KPH za Viroviticu. Godine 1940., u Čemernici je osnovao ćeliju KPH.
Poslije okupacije Jugoslavije 1941., Vaclav je, po nagovoru dr. Pavla Gregorića, tih dana u Kupincu posjetio Vladka Mačeka na njegovu imanju da ga nagovori na suradnju s KPJ, ali je Maček sve prijedloge odbio. Kada su ustaše u ljeto 1941. godine započeli s prisilnim iseljavanjem Srba iz okoline Virovitice, Vaclav je sudjelovao u njihovoj zaštiti i ublažavanju represije nad njima. Zbog toga je, u kolovozu 1941., zajedno s dvanaestoricom drugova, bio uhićen pod optužbom da je branio Srbe. Uskoro je zbog nedostatka dokaza bio pušten iz zatvora. Poslije ubojstva tajnika Kotarskog komiteta KPH za Viroviticu, Josipa Bendaka, Vaclav je preuzeo njegovu dužnost. U to vrijeme, zajedno s Pavlom Gregorićem, jednim od organizatora i vođa Narodnooslobodilačkog pokreta u Slavoniji, Vaclav je sudjelovao na brojnim sastancima i konferencijama na kojima se dogovarala organizacija i razvoj borbe. Bio je i u stalnim vezama s prvim partizanskim postrojbama.
Početkom 1942. godine, Vaclav je bio izabran za tajnika Okružnog komiteta KPH za Bjelovar. U to su vrijeme bili česti napadi partizanskih postrojbi i povećan broj diverzija na neprijateljske objekte, ali i učestali pohodi ustaških postrojbi na partizane. U jednom od tih pohoda, ustašama se predao jedan borac koji je opisao Vaclava i mjesta po kojima se kretao. Tako su ga ustaše uhitili u Čemernici 4. veljače 1942. godine. Nekoliko dana kasnije, ubili su ga selu Klokočaku, nedaleko od Orahovice.
Ukazom Prezidija Narodne skupštine Federativne Narodne Republike Jugoslavije, 20. prosinca 1951. godine, proglašen je za narodnog heroja.